# مبنى حكومة العاصمة طوكيو
مبنى حكومة العاصمة طوكيو - (باليابانية: Tokyo Metropolitan Government Building، بالروماجي: 東京都庁舎)، ويُشار إليه أيضًا باسم «توشو» (باليابانية: Tochō، بالروماجي: 都庁) للاختصار، هو مقر حكومة مدينة طوكيو الكبرى، التي تحكم الأقسام الخاصة والمدن والبلدات والقرى التي تشكل منطقة طوكيو الكبرى.
يقع المبنى في حي «شينجوكو» ، وقد صممه المهندس المعماري «كينزو تانج» . وهو عبارة عن مجمع مكون من ثلاثة هياكل، كلاً منها يشغل مربع سكني. أطول هذه المباني هو مبنى حكومة العاصمة طوكيو رقم 1، وهو برج يبلغ ارتفاعه 48 طابقًا وينقسم إلى قسمين في الطابق 33. ويحتوي المبنى أيضًا على ثلاثة مستويات تحت الأرض. كان تصميم المبنى يهدف إلى أن يشبه الدائرة المتكاملة،  مع استحضار مظهر الكاتدرائية القوطية. المبني هو أطول مبنى بلدية في العالم.
المبنيان الآخران في المجمع هما مبنى «برلمان مدينة طوكيو الكبرى» المكون من ثمانية طوابق (بما في ذلك طابق واحد تحت الأرض) ومبنى «حكومة طوكيو الكبرى رقم 2»، والذي يتكون من 37 طابقًا بما في ذلك ثلاثة طابق تحت الأرض.

## التاريخ
صمَّم «كينزو تانج» المبنى، واكتمل بناؤه في ديسمبر 1990 بتكلفة 157 مليار ين ياباني (حوالي مليار دولار أمريكي) من الأموال العامة. حل المبنى الجديد محل مبنى البلدية القديم في «يوراكوتشو»، الذي بُني عام 1957 وصممه «تانج» أيضًا، والذي أصبح الآن منتدى طوكيو الدولي.

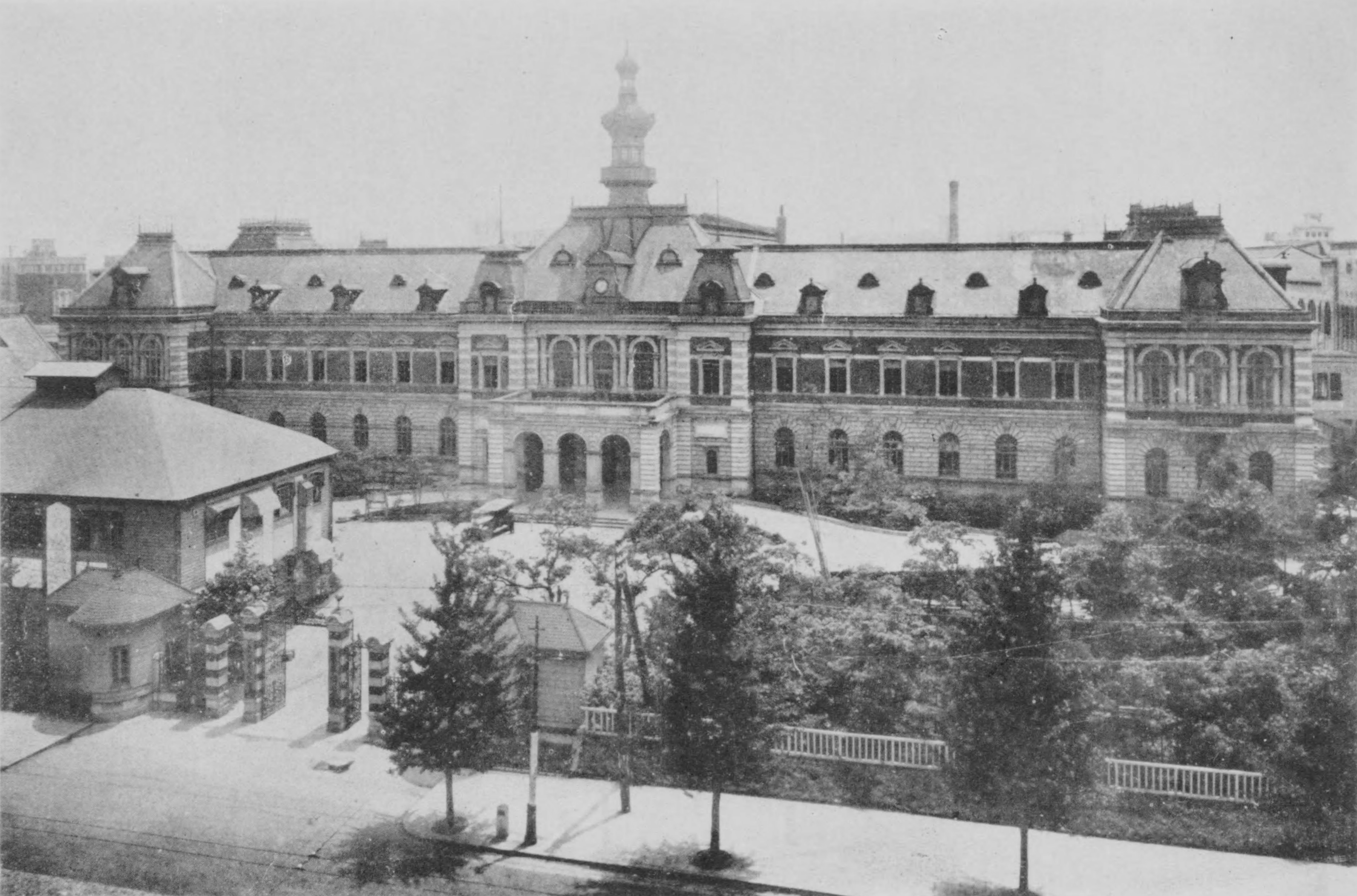
أول مبنى حكومي في طوكيو في ثلاثينيات القرن العشرين. وقد تم تصويره للدمار أثناء الحرب العالمية الثانية.
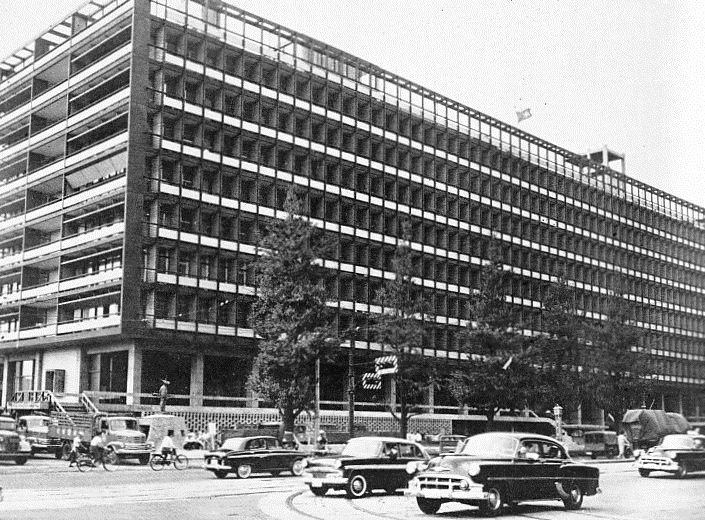
مبنى العاصمة اليابانية طوكيو، بين عامي 1957 و1991، في منطقة «تشيودا».
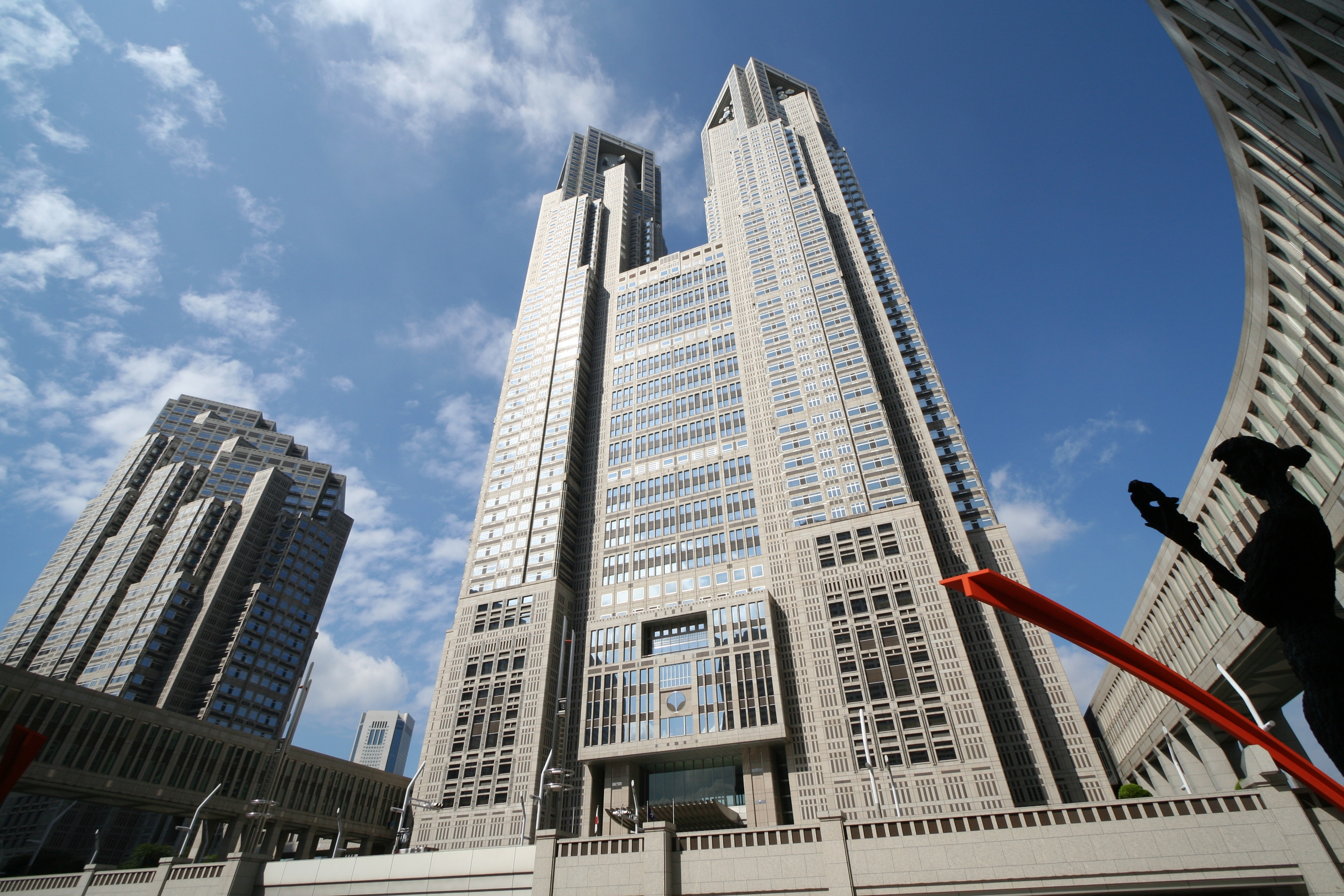
مبنى العاصمة طوكيو الكبرى رقم 1 (Tōkyō-tochō Daiichi honchōsha)
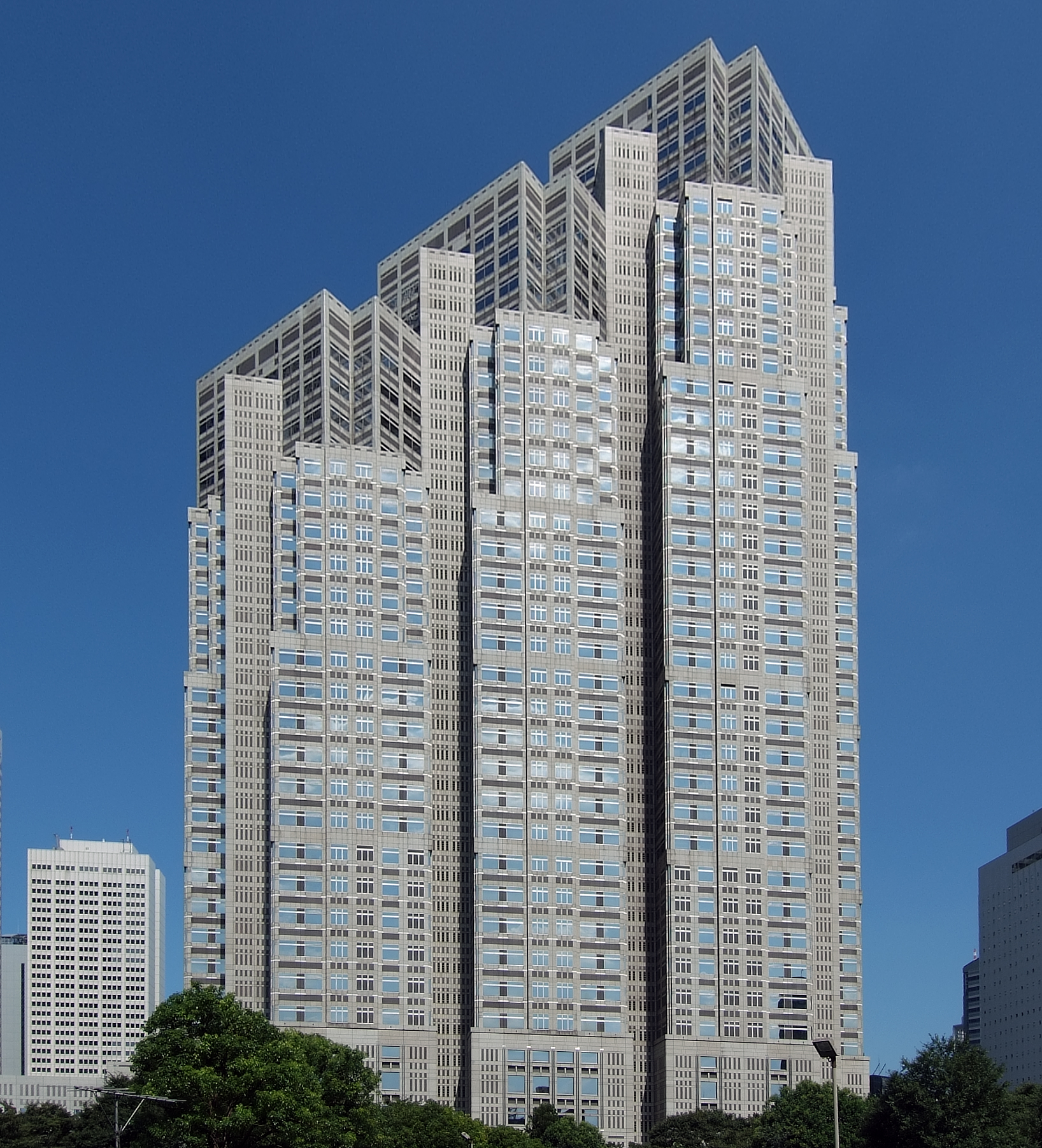
مبنى العاصمة طوكيو الكبرى رقم 2 (Tōkyō-tochō daini honchōsha)